# Rodriguez at His Best
| Оценки критиков | Оценки критиков |
| Источник        | Оценка          |
| --------------- | --------------- |
| Allmusic        | [ 1 ]           |

At His Best — сборник американского музыканта Сиксто Родригеса. Первоначально был выпущен исключительно в Австралии, на местном лейбле Blue Goose Music в 1977 году, при этом, фирма не поставила в известность даже самого Родригеса. Впоследствии, пиратские копии этого сборника получили платиновый статус в Южной Африке, в конце 1970-х годов.
Первоначально, песни «Can’t Get Away», «I’ll Slip Away» и «Street Boy» были записаны для незаконченного, третьего альбома Родригеса и до этого не издавались; позже, они были включены в переизданную версию альбома Coming from Reality в качестве бонус-треков.

## Список композиций
1. «Crucify Your Mind» — 2:28 (из альбома Cold Fact)
2. «Sugar Man» — 3:45 (из альбома Cold Fact)
3. «Sandrevan Lullaby» — 6:35 (из альбома Coming from Reality)
4. «Inner City Blues» — 3:23 (из альбома Cold Fact)
5. «Can’t Get Away» — 3:53 (ранее не издавалась)
6. «I Wonder» — 2:30 (из альбома Cold Fact)
7. «I’ll Slip Away» — 2:50 (перезаписан из его сингла 1967 года)
8. «Street Boy» — 3:43 (ранее не издавалась)
9. «Cause» — 5:24 (из альбома Coming from Reality)
10. «Jane S Piddy» — 2:51 (из альбома Cold Fact)
11. «Establishment Blues» — 2:04 (из альбома Cold Fact)